# Tammy Grimes
Tammy Lee Grimes (Lynn, 30 gennaio 1934 – Englewood, 30 ottobre 2016) è stata un'attrice e cantante statunitense.

## Biografia
È stata molto attiva in campo teatrale a Broadway e per le sue interpretazioni ha vinto due Tony Awards: alla miglior attrice protagonista in un'opera di prosa per Vite in privato nel 1970 e alla miglior attrice non protagonista in un musical per The Unsinkable Molly Brown nel 1961.
Dal 1956 al 1960 è stata sposata con l'attore Christopher Plummer e la coppia ha avuto una figlia, Amanda.

## Filmografia

### Cinema
- Tre morsi nella mela (Three Bites of the Apple), regia di Alvin Ganzer (1967)
- Play It As It Lays, regia di Frank Perry (1972)
- Uno strano caso di omicidio (The Runner Stumbles), regia di Stanley Kramer (1979)
- Can't Stop the Music, regia di Nancy Walker (1980)
- L'ultimo unicorno (The Last Unicorn), regia di Jules Bass e Arthur Rankin Jr. (1982)
- Stuff - Il gelato che uccide (The Stuff), regia di Larry Cohen (1985)
- Mr. North, regia di Danny Huston (1988)
- Schiavi di New York (Slaves of New York), regia di James Ivory (1989)
- Giustizia clandestina (Backstreet Justice), regia di Chris McIntyre (1994)
- High Art, regia di Lisa Cholodenko (1998)

### Televisione
- Il virginiano (The Virginian) – serie TV, episodio 1x16 (1963)
- La legge di Burke (Burke's Law) – serie TV, episodio 1x15 (1964)
- Mr. Broadway – serie TV, episodio 1x06 (1964)
- Tarzan – serie TV, episodio 1x31 (1967)
- Sui sentieri del West (The Outcasts) – serie TV, episodio 1x20 (1969)
- Orrore a 12000 metri, regia di David Lowell Rich – film TV (1973)